# Luis Alfonso Espino García
Luis Alfonso Espino García (nascut el 5 de gener de 1992), generalment conegut com a Pacha Espino, és un futbolista uruguaià que juga com a lateral esquerre pel Rayo Vallecano.

## Carrera de club
Nascut a San Jacinto, Espino va fitxar pel planter del Nacional el 2012, procedent del Miramar Misiones. Va fer el seu debut com a sènior l'1 de febrer de 2014, com a titular en una victòria a fora per 2–0 contra el Racing Montevideo al campionat uruguaià de primera divisió.
Espino va marcar el seu primer gol com a sènior el 24 d'abril de 2016, l'únic del partit en una victòria contra el Fénix. Titular habitual, va guanyar els títols de lliga de 2014–15 i 2016 amb el club.
El 28 de gener de 2019, Espino va marxar a l'estranger per primer cop en la seva carrera després d'acordar un contracte per dos anys i mig amb el Cadis CF de segona divisió. Va esdevenir titular habitual durant la temporada 2019–20, i va marcar un gol en 36 partits, en què el club va assolir la promoció a La Liga.
Espino va debutar a la màxima categoria el 12 de setembre de 2020, com a titular en una derrota per 2–0 a fora contra el CA Osasuna. El 31 d'octubre, va renovar contracte fins al 2023.

### Rayo Vallecano
El 17 de juliol de 2023, com a agent lliure Espino va signar contracte per tres anys amb el Rayo Vallecano també de primera divisió.